# Batracobdella kasmiana
Batracobdella kasmiana — вид п'явок роду Жабоп'явка родини Пласкі п'явки ряду Хоботні п'явки (Arhynchobdellida).

## Опис
Загальна довжина становить 11-16 мм завдовжки і 3,8-4 мм завширшки. Голова широка. Має 1 пару очей, що розташовано зверху, дещо з боків. Тіло масивне, витягнута з 5 рядками великих сосочком, що йдуть уздовж тіла. Передня частина більш широка ніж задня, округла, лише трохи затуплена.
Забарвлення жовтувато-коричневий, між рядками сосочків тіло більш напівпрозоре. Рядки сосочків мають жовтий колір. Черево дещо світліше за спину.

## Спосіб життя
Зустрічається в ставках, річках та озерах. Має гарну здатність до інвазії. Паразитує всередині великих прісноводних двостулкових молюсків, насамперед жабурниць, Cristaria, і перловиць, живлячись їх гемолімфою. В одній мушлі може знаходитися до 50 п'явок.
Вікладає кокони з яйцями на водорості або каміння.

## Розповсюдження
Поширено в Японії (переважно о.Хонсю), Китаї (під Маньчжруії до Юньнані), Приморському краї (Російська Федерація), на Корейському півострові та Тайвані.